# José Luis Armenteros
José Luis Armenteros Sánchez (Madrid, 26 de junio de 1943-Ibidem, 11 de junio de 2016) fue un músico y compositor español. Es conocido por ser el coautor de la canción Venezuela.

## Biografía

### Carrera
En 1965 formó parte del grupo instrumental Los Relámpagos. 
En 1968, junto con Pablo Herrero decidió dar nuevo rumbo a su carrera produciendo y componiendo para otros artistas,
convirtiéndose en el equipo de composición y producción más importante y prolífico de la segunda mitad del siglo XX en España.
Sus canciones han sido interpretadas por Fórmula V, Nino Bravo, Francisco, Juan Bau, Basilio, José Luis Rodríguez "El Puma", Jarcha o Rocío Jurado, entre otros. Como productores han apoyado a grupos como Doctor Pop y cantantes como Juan Bau.
Desde 2010 y hasta su fallecimiento el 11 de junio de 2016, tocaba en el grupo de "vintage" instrumental Trastos viejos.
Grupo en el que le acompañaron viejos músicos de los años 60/70; a los teclados Pablo Herrero, fundador de Los Relámpagos; Fernando Mariscal a la batería (Los Zipi y Zape, Los Polaris y Los Relámpagos); al bajo, Eduardo Talavera (Los Saturnos y Los Relámpagos); a la guitarra Luis Álvarez, (Los Tiburones, Los Kurois, Los Dayson, Vicky y Los Polaris y alguna actuación con Los Relámpagos) y cantando, la voz del grupo Eduardo Buddy García Velasco (Los Charcos y Los Camperos).

### Anécdotas
En 1974, Doctor Pop grabó el tema «Sofía» (compuesto y producido por Armenteros y Herrero), pero la censura de la dictadura franquista obligó a la discográfica RCA a cambiar el título por «Lucía», ya que el original era el nombre de la futura reina de España, Sofía.
Es junto a Pablo Herrero, el compositor del famoso tema "Libertad sin ira" , emblemático tema que representó la transición política española interpretado por el grupo Jarcha.

## Discografía

### Como compositor
Con Pablo Herrero:
- "Un beso y una flor" (Nino Bravo).
- "Libre" (Nino Bravo).
- "América, América" (Nino Bravo).
- "La estrella de David" (Juan Bau).
- "Tengo tu amor" (Fórmula V).
- "Cuéntame" (Fórmula V).
- "Cenicienta" (Fórmula V).
- "Eva María" (Fórmula V).
- "La fiesta de Blas" (Fórmula V).
- "Libertad sin ira" (Jarcha).
- "Como una ola" (Rocío Jurado).
- "Latino" (Francisco).
- "Tierras lejanas" (Basilio).
- "Venezuela" (Balbino).
- "Atrévete" (José Luis Rodríguez "El Puma").
- "Canoero" (Marco Antonio Muñiz).
- "Los Abedules" (Marco Antonio Muñiz).
- "La noche que te amé" (Marco Antonio Muñiz).
- "Guitarra de media noche" (Marco Antonio Muñiz).
- "No cierres esa puerta" (Marco Antonio Muñiz).
- "Hoy he vuelto a vivir" (Marco Antonio Muñiz).
- "Amame" (Marco Antonio Muñiz).
- "Si crees en el amor" (Marco Antonio Muñiz).
- "Para verte feliz" (Jairo).